# Stazione di Pellezzano
La stazione di Pellezzano è una stazione ferroviaria posta lungo la linea Salerno–Mercato San Severino, a servizio dell'omonimo comune. È sita nella frazione di Coperchia.

## Storia
La stazione venne attivata insieme alla linea Salerno–Mercato San Severino, sulla quale si trova, il 14 gennaio 1902.

## Movimento
La stazione è servita dai treni regionali Salerno–Avellino e dai treni della "Circumsalernitana" (Salerno–Nocera Inferiore).